# 拉图尔德卡罗勒站
拉图尔德卡罗勒站，全名为“拉图尔德卡罗勒-昂韦奇站”，是法国的一个铁路车站，位于法国南部边境市镇昂韦奇，靠近拉图尔德卡罗勒。

## 位置
拉图尔德卡罗勒站位于昂韦奇的西南部。车站大致呈西北-东南走向，开口朝东北。
拉图尔德卡罗勒站虽有"拉图尔德卡罗勒"之名，但其实际位置则位于昂韦奇的市镇范围内。

## 车站概况
拉图尔德卡罗勒站是法国的一个铁路边境车站，南侧与西班牙接壤。该站有三条铁路：
- 图卢兹－拉图尔德卡罗勒铁路（法语：Ligne de Portet-Saint-Simon à Puigcerda (frontière)）：准轨（1.435米），单线铁路，已完成电气化，该铁路与法国国家铁路网连接，每天开行由拉图尔德卡罗勒直达巴黎的夜班列车。
- 巴塞罗那－拉图尔德卡罗勒铁路：宽轨（1.666米）铁路，该铁路向南前往巴塞罗那方向，与西班牙铁路网连接。
- 塞尔达尼线：又称"黄色小火车"（法語：Train jaune），是一条窄轨（1米）铁路，采用第三轨导电运行。该铁路沿线起伏较大，因此平均旅速较慢。

拉图尔德卡罗勒站是法国境内唯一一个同时拥有三条不同铁轨轨距的车站，而同类型的车站在世界范围内也实属罕见。
由于拉图尔德卡罗勒站已于2004年关闭的货运业务，而法国和西班牙之间的铁路轨距又不相同，因此没有任何货运列车经过拉图尔德卡罗勒站。

## 站线布置
| 东北↑ |             |                                             | 主站房 |
|       | 侧式/港湾式 |                                             |        |
| 1道   | 1           | 到发线 （塞尔达尼线）站台                   |        |
| 2道   | 1           | 到发线 （图卢兹－拉图尔德卡罗勒铁路）站台   |        |
| 3道   | 2           | 到发线（巴塞罗那－拉图尔德卡罗勒铁路）站台  |        |
|       | 岛式        |                                             |        |
| 4道   | 2           | 到发线 （巴塞罗那－拉图尔德卡罗勒铁路）站台 |        |
| 西南↓ |             |                                             |        |

## 停靠线路
以下列车线路在拉图尔德卡罗勒站停靠：
| 拉图尔德卡罗勒站列车线路表     |                    |                |          |              |
| 线路                           | 车种               | 上一站         | 下一站   | 大致运行频率 |
| 巴黎—拉图德卡洛勒              | INTERCITÉS de nuit | 波尔泰皮莫朗斯 | （终点） | 每天1趟      |
| 图卢兹—拉图德卡洛勒            | 法国大区列车       | 波尔泰皮莫朗斯 | （终点） | 每天5趟左右  |
| 自由城-韦尔内莱班—拉图德卡洛勒 | 贝拿-法内斯        | （终点）       | 每天2趟  |              |
| 朗布拉站—拉图德卡洛勒          | Renfe              | 普伊格塞尔达   | （终点） | 每天5趟      |
| 1.                             |                    |                |          |              |

## 配套交通

### 长途客车
| 停靠拉图尔德卡罗勒站的大巴车 |                                   |                                                                        |
| 上下车地点                   | 运营单位                          | 主要目的地                                                             |
| 拉图尔德卡罗勒站门口         | 东比利牛斯省城际客运 Bus à 1 euro | 里阿-西拉克、佩皮尼昂、蒙卢伊                                          |
| 拉图尔德卡罗勒站门口         | SNCF                              | （当某条铁路线施工或罢工时，SNCF可能会提供途径该线路沿途站点的大巴车） |
| 1. 2. 3.                     |                                   |                                                                        |

### 市内交通
拉图尔德卡罗勒站附近暂无城市公共交通线路。

## 临近车站
| 拉图尔德卡罗勒站（Gare de Latour-de-Carol－Enveitg） |                                      |                         |
| 上行车站                                             | 线路                                 | 下行车站                |
| 波尔泰皮莫朗斯站                                     | 图卢兹－拉图德卡洛勒铁路             | （终点）/普伊格塞尔达站 |
| 贝拿-法内斯站                                        | 塞尔达尼线（窄轨）                   | （终点）                |
| 普伊格塞尔达站                                       | 巴塞罗那－拉图尔德卡罗勒铁路（宽轨） | （终点）                |
| - 本表仅显示运营中的线路及车站 1.                    |                                      |                         |